# 布莱拉
布莱拉（義大利語：Blera），是意大利维泰博省的一个市镇。总面积92.78平方公里，人口3359人，人口密度36.2人/平方公里（2009年）。ISTAT代码为056007。